# Deflacja (ekonomia)
Deflacja (z łac. deflo) – długotrwały spadek przeciętnego poziomu cen w gospodarce przekładający się na wzrost siły nabywczej pieniądza. 
W warunkach deflacji za tę samą ilość pieniędzy można kupować więcej towarów i usług. Przeciwieństwem deflacji jest inflacja.

## Historia
Przed 1930 rokiem w większości państw rozwiniętych deflacja była tak samo częstym zjawiskiem jak inflacja. Wraz ze spopularyzowaniem się teorii popytowych – głównie za sprawą Johna Maynarda Keynesa – zjawisko deflacji stało się rzadkie. 
Współcześnie deflacja występuje bardzo rzadko, gdyż w polityce ekonomicznej większości państw dominuje presja na utrzymywanie stałej, niewielkiej inflacji, uważanej obecnie przez sporą część ekonomistów za korzystną dla gospodarki (zwolennicy interwencyjnej polityki podaży pieniądza). Występowanie deflacji w latach 90. XX wieku w Japonii wiązało się ze stagnacją gospodarczą przy jednoczesnym wysokim zadłużeniu wewnętrznym.
W sierpniu 2014 roku Główny Urząd Statystyczny i Narodowy Bank Polski zakomunikowały, że oznaki deflacji pojawiły się w Polsce (po raz pierwszy od 1972 roku).
W niektórych dziedzinach gospodarki obserwuje się częste spadki cen (np. telekomunikacja i informatyka, gdzie spadek cen urządzeń i usług nawet w skali jednego roku potrafi przekroczyć 50%), ale nie świadczy to bezpośrednio o deflacji – jest to efekt postępu technologicznego i wzrostu produkcji.

## Przyczyny deflacji
- brak proporcjonalnej do wzrostu gospodarczego emisji pieniądza (kurcząca się podaż pieniądza)[5];
- recesja i silny spadek popytu[5];
- nadmierne wolne moce produkcyjne[5];
- nadmierne oprocentowanie lokat terminowych przez co tezauryzacja pieniądza staje się opłacalna;
- spłatę zobowiązań kredytowych przy braku emisji pieniądza i wstrzymaniu akcji kredytowej.

## Skutki deflacji
- wzrost siły nabywczej pieniądza[2];
- konsumpcja i zamówienia przemysłu są odsuwane w czasie (w oczekiwaniu na niższe ceny), co może wywołać recesję[6];
- wzrost realnego zadłużenia (wzrost realnych stóp procentowych), co może prowadzić do upadłości przedsiębiorstw i banków[2].

## Walka z deflacją
- emisja pieniędzy ożywiająca popyt – wyrównanie niedoboru pieniądza na rynku, który wywołał deflację;
- obniżenie stóp procentowych, dzięki czemu inwestycje w realną gospodarkę stają się bardziej opłacalne od tezauryzacji pieniędzy;
- ujemne oprocentowanie lokat terminowych jako opłata za „parkowanie” pieniądza (koncepcja niemieckiego ekonomisty Silvio Gesella);
- roboty publiczne zmniejszające bezrobocie, prowadzące do odbudowania popytu poprzez wypłacanie pensji robotnikom (koncepcja Johna Maynarda Keynesa);
- negatywny podatek dochodowy (NIT) – dofinansowanie najniżej zarabiających (koncepcja Miltona Friedmana).